# Денг, Аджу
Аджу Денг (англ. Ajou Deng, род. 22 марта 1978, Вау) — суданский и британский баскетболист, игравший на позиции центрового.

## Биография
Аджу Денг родился 22 марта 1978 года в суданском городе Вау (сейчас в Южном Судане).
Учился в средней школе святого Томаса Мора в Монтвилле в штате Коннектикут.
Играл в баскетбол за университетские команды «ЮКонн Хаскиз» (1999—2001) и «Фейрфилд Стагз» (2001—2003).
В 2003 году был на драфте НБА, но остался не выбранным ни одним клубом.
Начал профессиональную карьеру в Великобритании, где его семья ранее получила убежище. Первоначально выступал в Британской баскетбольной лиге за «Брайтон Биарз» (2004—2005). Уже в первом сезоне продемонстрировал высокую результативность, проведя 37 матчей и набирая в среднем 11,57 очка и делая около 10 подборов, и стал чемпионом Великобритании. 
Следующий сезон начал в «Скоттиш Рокс», но затем перебрался в «Гилфорд Хит». В марте 2006 года был признан игроком месяца в лиге, участвовал в Матче звёзд. 
Сезон-2006/07 пропустил из-за травмы лодыжки. Вернулся к выступлениям в декабре 2007 года. В течение сезона провёл 5 матчей в Кубке Европы УЛЕБ.
В феврале 2008 года покинул «Гилфорд Хит» и перебрался в Словакию, где пополнил состав «Славии» из Кошице.
По окончании сезона вернулся в Великобританию, где выступал за «Лондон Кэпитал».

## Семья
Отец Алдо Денг — бывший суданский политик.
У Аджу пятнадцать братьев и сестёр. Младший брат Луол Денг (род. 1985) — южносуданский баскетболист, с 2004 года играющий в НБА. Брат Денг Денг также играл в Британской баскетбольной лиге, дочь Арек Денг защищала цвета команды университета Делавэра.